# Roland Jolivet
Pour les articles homonymes, voir Jolivet.
Roland Jolivet, né à Montpellier, le 17 septembre 1948 et mort à Juvignac (Hérault), le 25 novembre 2015 , est un écrivain régionaliste et conteur de la ville de Montpellier et de ses alentours.

## Biographie
Enfant du Boulevard Louis Blanc à Montpellier, Roland Jolivet est élève de l'école Louis Blanc (de 1955 à 58), puis celle de Michelet (de 1960 à 64) et du lycée Jean Mermoz (de 1964 à 68), après l'obtention de son baccalauréat, il effectue son service militaire dans le 24e groupement divisionnaire (de 1973 à 75). Toujours dans la ville de Montpellier, il étudie à la faculté de droit et commence une carrière comme cadre commercial dans une compagnie d'assurances. Durant l'année 1992, il s'installe sur la commune de Juvignac qui est attenante à la ville de Montpellier.
Il porte de l'intérêt à l'histoire locale, collectionne les cartes postales anciennes durant trente années. Il y étudie les lieux et affine les détails. En 1986, il est co-auteur avec Christian Jeanjean pour la publication de son premier livre portant sur la thématique de la vie palavasienne, nommée « la Reine des Plages de la Méditerranée » en 1900. 
Il adhère au « Club cartophile de Montpellier-Juvignac » puis en est nommé vice-président durant l'année 1989 et président en 2011. Avec les adhérents, il anime des bourses de ventes multi-collections dans la région,. 
Son second ouvrage en deux volumes est intitulé Montpellier au passé recomposé. Il pratique une histoire de la ville en fréquentant les archives municipales et départementales, où il collecte au fil des rencontres, photos et documents historiques. Il réunit des informations et des anecdotes à partir desquelles il écrit l'Histoire et les histoires de sa ville natale et des alentours sous des angles multiples. Son style rédactionnel est de présenter des cartes postales anciennes qu'il commente et compare avec des photographies qu'il a prises sous le même angle en abordant l'histoire du lieu et son évolution. Ils sont édités durant l'année 1991, suivi d'un autre ouvrage pour les compléter cinq ans plus tard.
Les institutionnels, tels que l'office du tourisme, la mairie de Montpellier et l'université de Montpellier, le sollicitent pour commenter des visites de sites, ou des conférences sur des points de détails qui font la caractéristique de la ville,. De sa plume, il apporte sa contribution aux diverses publications régionales et sollicitations des étudiants, des chercheurs et autres historiens,,. En 1998, il participe à l'élaboration d'un document pour un nouveau quartier de la ville qui se nomme « Port Marianne », l'interview de sa personne nous apprend qu'il veut transmettre la vérité des lieux par un biais d'anecdotes et sans être rébarbatif.
Avec l'édition, en 1999, du livre « Un petit train de folie… » et le concours de Paul Genelot, cet ouvrage retrace les témoignages sur une ligne ferroviaire entre la ville de Montpellier et celle de Palavas-les-Flots durant cent années et fait exhorter le plaisir de l'écriture contributive pour l'histoire des chemins de fer à son auteur. Il retrace le parcours du caricaturiste Albert Dubout sortant de l'école des Beaux-Arts de Montpellier pour aller rejoindre le village de pêcheurs avec tout l'humour que l'on peut en imaginer.
Il publie quatorze ouvrages documentés et illustrés des lieux emblématiques de Montpellier, Palavas-les-Flots et Juvignac en apportant des anecdotes croustillantes validées par des références et ainsi d'offrir une contribution non négligeable sur la mémoire montpelliéraine et de ses environs,,,.
Dans un communiqué publié par le maire de Montpellier : Philippe Saurel salue un « véritable passionné du patrimoine, de l’histoire locale et de celle de Montpellier tout particulièrement (…), un savoureux conteur qui avait un sens aigu de l’anecdote et du récit pour tenir en haleine son auditoire. » et de rajouter « en avril dernier, lors de la fête du livre organisée à Saint-Georges-d'Orques, il m’avait remis en mains propres son dernier livre ». Au commencement de la réunion du conseil municipal de la mairie de Juvignac du 30 novembre 2015, le Maire de la commune : Jean-Luc Savy, fait un petit discours sur la vie et le parcours de son administré qu'il terminera par une note de camaraderie « Adieu l'ami ! Adieu l'artiste ! ».
Durant la réunion communale de la mairie de Juvignac, du 7 juin 2017, il est délibéré de renommer un espace public de la ville « Jardins des Pèlerins », qui jouxte le chemin de Compostelle, en « Jardins des Pèlerins Roland Jolivet » (43° 37′ 07″ N, 3° 47′ 55″ E). L'inauguration du nouveau nom du jardin est symbolisée le 29 septembre 2017.
Dans sa 9e édition du salon du livre régional du 6 novembre 2017, la mairie de la commune de Pignan dédie le salon au nom de l'écrivain et lui rend hommage dans la publication de son journal local,.

## Source et références
Source
- Anna Zisman, Recherche menée pour la Mission du patrimoine ethnologique (Interview de Roland Jolivet), Histoire et modernité : Port Marianne, un nouvel horizon méditerranéen pour Montpellier, Montpellier, 1998, 185 p., 30 cm (présentation en ligne, lire en ligne [PDF]), p. 152 à 154, 168, 170.

Références
1. 1 2 3  « Le montpelliérain qui jonglait avec l'histoire », publié le 27 novembre 2015 par Nicolas Bonzom, sur le site 20minutes.fr (consulté le 15 novembre 2017)
2. ↑  « Roland Jolivet », sur le site Babelio (consulté le 15 novembre 2017)
3. ↑  La vie palavasienne, publié sur le site rolandjolivet.fr (consulté le 15 novembre 2017)
4. ↑  Club Cartophile de Montpellier-Juvignac, publié sur le site de la ville de Juvignac (consulté le 15 novembre 2017)
5. ↑  [PDF] Arrêté municipal, sur le site de la ville de Juvignac (consulté le 15 novembre 2017)
6. ↑  Juvignac : « l’incroyable collection humaine des cartophiles », publié le 29 novembre 2015 par Thierry Arcaix, sur le site La Marseillaise (consulté le 15 novembre 2017)
7. ↑  « Bibliothèque Roland Jolivet »(Archive.org • Wikiwix • Archive.is • Google • Que faire ?), sur archives.montpellier.fr, 26 mai 2017 (consulté le 15 novembre 2017)
8. ↑  Sélection décembre 2015 de la bibliothèque, sur le site des archives départementales de pierresvives (consulté le 15 novembre 2017)
9. ↑  [PDF] Fonds Bibliothèque Historique Archives Municipales, page 166 à 168, 210, 211, 272 et 293, publié le 14 juillet 2001 sur le site Montpellier.fr (consulté le 15 novembre 2017)
10. ↑  Anna Zisman, Les historiens amateurs, p. 153.
11. ↑  L'agenda des sorties, publié le 29 mars 2013 sur le site de france3 occitanie (consulté le 16 novembre 2017)
12. ↑  Montpellier : La crème des graffeurs locaux au rendez-vous de la balade urbaine, publié le 15 mars 2013 par Cédric Nithard, sur le site toutmontpellier.fr (consulté le 16 novembre 2017)
13. ↑  « Vidéo d'une conférence », sur le site Dropbox (consulté le 16 novembre 2017)
14. ↑  « Roland Jolivet, rétrospective », publié par Danielle Jolivet sur le site rolandjolivet.fr (consulté le 1er juin 2017)
15. ↑  « Halles Laissac 130 ans et trois constructions », La Gazette de Montpellier, 8 juin 2012 (consulté le 16 novembre 2017)
16. ↑  Photographie de la place de la Comédie, vers 1840, publié sur le site Montpellier-infos.fr (consulté le 17 novembre 2017)
17. ↑  Square Bir-Hakeim (43° 36′ 38″ N, 3° 51′ 29″ E) : Deux panneaux sont réalisés par l'historien Roland Jolivet, publié le 20 mars 2014, sur le site ava-arceaux (consulté le 17 novembre 2017)
18. ↑  Anna Zisman, Les historiens amateurs, p. 153 et 154.
19. ↑  Paul Génelot : Notices d'autorité :   - VIAF
  - BnF (données)
  - IdRef
 (consulté le 17 novembre 2017)
20. ↑  Un petit train de folie… avec le concours de Paul Génelot, publié en janvier 2003 par Joanne Vajda, sur le site de l'Association pour l'histoire des chemins de fer (consulté le 17 novembre 2017)
21. ↑  Palavas-les-Flots, publié le 17 juin 2006 par Gwenaëlle Moulins, sur le site La Croix (consulté le 17 novembre 2017)
22. ↑  « Macaniche, quelle histoire ! », publié le 29 octobre 2015 sur le site de pierresvives.herault.fr (consulté le 26 mai 2017)
23. ↑  « Au revoir Roland Jolivet », sur aqueducsaintclement.blogspot.fr (consulté le 14 mars 2017)
24. ↑  « Le poète Jean Joubert est mort », La Gazette de Montpellier, 30 novembre 2015 (consulté le 16 novembre 2017)
25. ↑  De nombreux visiteurs au Salon du livre régional, sur le site de la Mairie de Pignan (consulté le 1er juin 2017)
26. ↑  Réaction de Philippe Saurel à la suite de la disparition de Roland Jolivet, publié le 27 novembre 2015 par Coralie Trigueros, sur le site Montpellier3m (consulté le 15 novembre 2017)
27. ↑  [PDF] Procès-verbal du conseil municipal du 30 novembre 2015, page 1/2, sur le site de la Mairie de Juvignac (consulté le 16 novembre 2017)
28. ↑  [PDF] Délibération du 29 mai 2017, publié le 7 juin 2017 sur le site villejuvignac.fr (consulté le 16 novembre 2017)
29. ↑  [PDF] Juvignac : Inauguration du jardin des Pèlerins « Roland Jolivet », publié le 29 septembre 2017 sur le site murviel.fr (consulté le 16 novembre 2017)
30. ↑  9e édition du salon du livre Régional, publié sur le site de la mairie de Pignan (consulté le 16 avril 2019)
31. ↑  [PDF] Culture et patrimoine : Un salon du livre dédié à l’auteur Roland Jolivet, pages 30 & 31/40, publié le 22 février 2017 sur le site pignan.fr (consulté le 16 avril 2019)